# Julio Puyol
Julio Puyol y Alonso (León, 15 de junio de 1865-Madrid, 15 de junio de 1937) fue un historiador, jurista y crítico literario español.

## Biografía
Estudió leyes en Madrid y en 1889 se licenció con sobresaliente y premio extraordinario. En 1892 era secretario primero de la Sección de Ciencias Morales y Políticas del Ateneo de Madrid. Su primera publicación fue La vida política en España (1892). Contrajo matrimonio en Madrid con Luisa Bustelo Rivas el 23 de noviembre de 1896; ella era hija natural de un millonario indiano y de una madre que se suicidó tirándose con ella en brazos a la calle; la niña consiguió salvarse y fue posteriormente reconocida. Julio Puyol tuvo dos hijos, niña y niño, enviudó y no volvió a casarse. Fue amigo del general José Marvá y Mayer, presidente que fue del Instituto Nacional de Previsión y con ciertas inquietudes sociales; del pensador Gumersindo de Azcárate —leonés como él, jurisconsulto, político, escritor, presidente del Instituto de Reformas Sociales y del Ateneo de Madrid— y de Benigno de la Vega-Inclán, marqués de Vega-Inclán.
Puyol compuso el primer comentario a la Ley sobre los accidentes del trabajo del 30 de enero de 1900, y ocupó un puesto importante en el Instituto de Reformas Sociales, en cuyo cometido elaboró Informes sobre las Minas de Vizcaya y la Fábrica y obreros de Mieres. Participó activamente en la creación del Instituto Nacional de Previsión. Ocupó un alto cargo en el Ministerio del Trabajo; Largo Caballero le ofreció ser ministro en varias ocasiones, pero rehusó porque no le seducía la provisionalidad e inseguridad de los puestos políticos. Empezó a colaborar en la Revue Hispanique de Raymond Foulché-Delbosc en 1904, publicando la Carta puebla de El Espinar. Se hizo amigo del gran filólogo Adolfo Bonilla y San Martín, con quien compuso a medias una novela. En 1906 es nombrado correspondiente de la Sociedad Hispánica de América y en 1914 miembro de la Real Academia de la Historia y en 1918 de la Real Academia de Ciencias Morales y Políticas. Políticamente liberal, entre octubre y noviembre del año 1934 participó en unas importantes sesiones de debate de la Academia de Ciencias Morales y Políticas sobre "El nacional-socialismo alemán", pioneras en España sobre el tema. En los Anales de dicha Academia de 1935 pueden seguirse las transcripciones de estos debates. La Guerra Civil le pilló enfermo en Madrid, y su casa estaba en las proximidades del Cuartel de la Montaña, expuesta a las balas. Murió en 1937 y está enterrado en el cementerio de la Almudena de Madrid
Editó la Crónica de España de Lucas de Tuy y compuso documentados y críticos estudios, como Los orígenes del reino de león, Las hermandades de Castilla y León, El abadengo de Sahagún, Los cronistas de Enrique IV (1921) y La conspiración de Espoz y Mina. Contribuyó además al conocimiento de algunos temas de literatura medieval con su reconstrucción de la Gesta de Sancho II de Castilla (1911) y su estudio de la Crónica particular del Cid (1911). También publicó trabajos sobre el arcipreste de Hita y Cervantes y una edición crítica muy valiosa de La Pícara Justina (1912). Entre sus trabajos bibliográficos destaca el que escribió en colaboración con Isabel, la esposa del difunto hispanista Raymond Foulché-Delbosc, Bibliografía de Raymond Foulché-Delbosc; acoge 454 referencias, entre distintas ediciones de una misma obra, artículos, bibliografías, trabajos originales y ediciones de textos.

## Obras
- La Reina Apócrifa (Historia que parece cuento), de 1924
- El Vandalismo en una Catedral (1926)
- Monasterio de Guadalupe (1927)
- Monasterio de Carracedo (1928)
- De la supervivencia de una idea primitiva sobre el alma y la muerte, en Anales de la Academia de Ciencia Morales y Políticas, 1934
- Orígenes del Reino de León y de sus instituciones políticas (1926)
- La abadía de San Pedro de Montes
- Las hermandades de Castilla y León: estudio histórico: seguido de las ordenanzas de Castronuño
- Glosario de algunos vocablos usados en León. RHI, Vol. 15, 1906.
- Las crónicas anónimas de Sahagún (1920), en el BRAH, tomo 76, pp. 7–26, pp. 111–122, pp. 242-257, pp. 339–356, pp. 395–419, pp. 512–519 y tomo 77, pp. 51–59 y pp. 151–192.
- La conspiración de Espoz y Mina (1824-1830): Con noticias y documentos hasta ahora inéditos
- Lucas de Tuy, Crónica de España, edición de Julio Puyol.
- El abadengo de Sahagún
- Los cronistas de Enrique IV (1921)
- Gesta de Sancho II de Castilla, edición de Julio Puyol (1911)
- La Pícara Justina, edición crítica de Julio Puyol (1912).
- Con Isabel Foulché-Delbosc, Bibliografía de Raymond Foulché-Delbosc